# Zentrales Aerohydrodynamisches Institut
Koordinaten: 55° 35′ 44,5″ N, 38° 6′ 44,9″ O

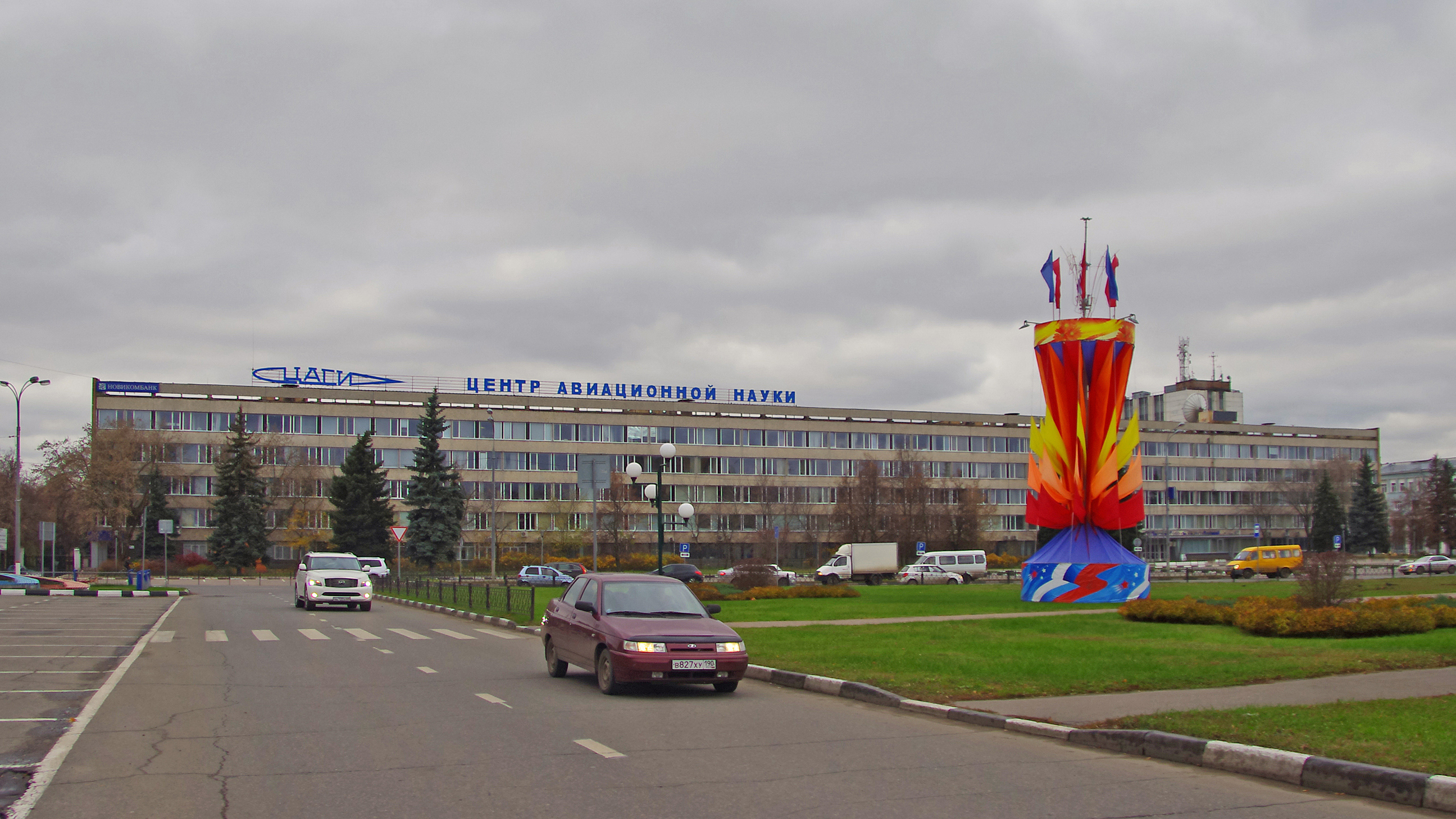
Das ZAGI in Schukowski im Jahr 2013

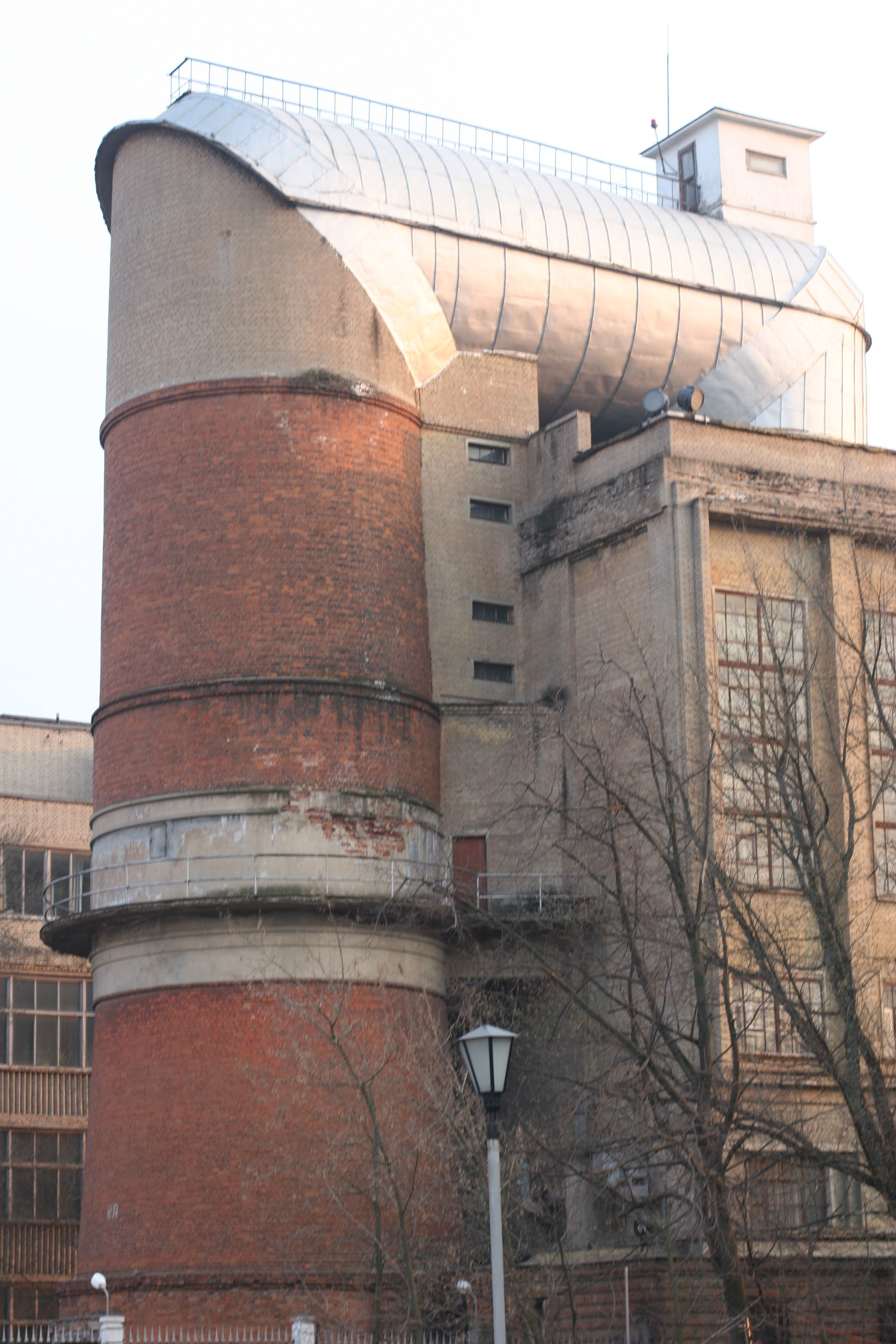
Der 1941 errichtete vertikale Windkanal T-105

Das Zentrale Aerohydrodynamische Institut (russisch Центральный Аэрогидродинамический Институт, Zentralny Aerogidrodinamitscheski Institut), Abkürzung ZAGI, ist das wichtigste russische Luftfahrtforschungsinstitut.
Dort wurden und werden die theoretischen Grundlagen der Aero- und Hydrodynamik erforscht und für die sowjetische und russische Luft- und Raumfahrt nutzbar gemacht. Viele bekannte zivile und militärische Flugzeuge und nicht zuletzt die Rakete Energija und die Raumfähre Buran wurden dort entwickelt. Einige der bekanntesten Flugzeugkonstrukteure waren wenigstens zeitweise im ZAGI tätig.

## Geschichte
Das ZAGI wurde am 1. Dezember 1918 in Moskau vom Vater der russischen Luftfahrt, Nikolai Schukowski, per Beschluss des Volkskommissariats als ZAI gegründet. Noch im gleichen Monat erhielt es seine endgültige Bezeichnung. Zu den ersten 38 Mitarbeitern zählten unter anderem Andrej Tupolew, Sergei Tschaplygin, Alexander Archangelski, Boris Stetschkin, Wladimir Wettschinkin und Boris Jurjew. Neben Flugzeugen war das ZAGI auch für die Konstruktion von Schnell- und Gleitbooten sowie Motorschlitten verantwortlich. Ab 1923 wurde der Komplex erweitert. Es entstanden zusätzliche Laboratorien und Forschungswerkstätten. Auch entstand der damals größte Windkanal der Welt mit fast 50 Metern Länge und vier bis sechs Metern Durchmesser. Für Forschungen an Hochgeschwindigkeits-Wasserfahrzeugen entstand ein 200 Meter langes Wasserbassin. Eine selbstständige Sonderabteilung „Aerohydrodynamischer Versuchsbau“ (AGOS) existierte unter der Leitung Tupolews von 1925 bis 1935. 1932 wurde sie in „Konstruktionsabteilung für Versuchsflugzeugbau“ (KOSOS) umbenannt. AGOS besaß innerhalb des ZAGI einen Sonderstatus, beispielsweise wurden finanzielle und materielle Mittel direkt an die Abteilung vergeben und durften nicht für andere Projekte des ZAGI verwendet werden.
Aus dem ZAGI wurden von 1930 bis 1932 folgende Institute abgespalten: das „Allrussische Institut für Flugzeug-Materialien“ (WIAM), das „Institut für Hydromaschinenbau“ (WIGM), das „Zentrale Institut für Flugmotoren“ (ZIAM) und das „Zentrale Institut für Windenergie“ (ZWEI). 1930 wurde die Abteilung für Sonderkonstruktionen OOK-ZAGI (Opytni Odjel Konstrukzi) gegründet. Sie war verantwortlich für die Entwicklung von Tragschraubern und ab 1933 auch von Hubschraubern.
Von 1935 bis 1940 entstand ein neuer Anlagenkomplex in Schukowski in der Oblast Moskau. Unter anderem wurde dort 1939 ein großer Windkanal fertiggestellt, mit dem es möglich war, Flugzeuge mit bis zu zwei Motoren zu testen. Während des Zweiten Weltkrieges beschäftigte sich das ZAGI mit der Verbesserung und Weiterentwicklung der vorhandenen Militärflugzeugtechnik. Nach Kriegsende verlagerte sich der Forschungsschwerpunkt aufgrund des Anbruchs der Strahltriebwerksära in den Bereich Hochgeschwindigkeits- bis hin zum Überschallflug.

## Wichtige Ingenieure
- Iwan Pawlowitsch Bratuchin
- Nikolai Iljitsch Kamow
- Semjon Alexejewitsch Lawotschkin
- Michail Leontjewitsch Mil
- Wladimir Michailowitsch Petljakow
- Pawel Ossipowitsch Suchoi

## Leiter des ZAGI
- 1918–1921: N. J. Schukowski
- 1921–1931: S. A. Tschaplygin
- 1932–1937: N. M. Charlamow
- 1938–1939: M. N. Schulschenko
- 1940–1941: I. F. Petrow
- 1941–1950: S. N. Schischkin
- 1950–1960: A. I. Makarewski
- 1960–1967: W. M. Mjassischtschew
- 1967–1989: G. P. Swischtschjow
- 1989–1995: G I. Sagainow
- 1995–1998: W. Ja. Neuland
- 1998–2006: W. G. Dmitrijew
- 2006–2007: W. A. Kargopolzew
- 2007–2009: S. L. Tschrenyschtschjow
- 2009–2015: B. S. Aljoschin
- 2015–2018: S. L. Tschernyschjow
- seit August 2018: K. I. Sypalo